# 明石家さんま殺人事件
明石家さんま殺人事件（あかしやさんまさつじんじけん）とは、そのまんま東（東国原英夫）原作・明石家さんま主演のフジテレビのドラマである。

## 製作の経緯
ビートたけしとたけし軍団（の一部）がフライデー事件を起こした際、芸能活動を自粛していた東国原英夫が謹慎中に執筆した「ビートたけし殺人事件」がベストセラーとなり、TBSテレビにてドラマ化されたのを受け、今度は「オレたちひょうきん族」で共演していた明石家さんまにスポットライトを当てて作られている。原作本の発売は1989年4月。その後フジテレビにて1989年9月29日に2時間ドラマとして放送した。また、翌日には特別編として、そのまんま東を交えてNG集を放送した。この時、ひょうきん族終了1ヶ月前であり、ある意味「記念番組」という形で作られている。

## 内容に関して
ドラマと主軸となるのが、「オレたちひょうきん族」と「心はロンリー気持ちは「…」」「あっぱれさんま大先生」というさんまが主役の番組である。
ドラマ内ではサブリミナルに関する記述がある。（実際に効果があるのかは不明）

## あらすじ
前作「ビートたけし殺人事件」をTBSで観た明石家さんまが、「あの騙されっぷりはすごい」「ドラマ自体がよく出来ていた」（これは原作が存在しないという体になっている）と感想を述べていると、突然、「同じようなドッキリを三宅恵介プロデューサーに仕掛けてみたい」とそのまんま東・ラサール石井・何人トリオに提案する。村上ショージ以下、乗り気となり、三宅以外のひょうきん族スタッフを含めて「三宅ドッキリ大作戦」を計画する事になった。さんまも、当時レギュラーだった笑っていいともにて、タモリに対して、「変な手紙が届いとるんですわ」と打ち明ける。あらかじめ三宅に同様の手紙を届けており、何も知らない三宅はこれが脅迫状だと分かりさんまに相談してしまう。味を占めたさんまと芸人仲間はもっとリアリティを高める為に、ひょうきん族のディレクターに協力してもらい、永峰明が誰かに殺されるというシナリオを作った。その際、心はロンリー気持ちは「…」Ⅷのロケと称してひょうきん族のコントで頻繁に使用する公園で、ディレクターの豊島がわざと発見するようにし、その場にいた三宅を失神させるまで追い込む。しかし、そこまで大事になるとは思えず出演者・スタッフもさすがにやりすぎたと感じたったのか、首謀者であるさんまも反省してしまうが、義太夫の「1回のどっきりで怒られるより、何回もどっきりを掛けて怒られるほうがマシ」と言い、全員が納得してしまう。翌日、東が自宅にいると突然さんまが訪ねてきた。すると突然、大森うたえもんから、「永峰さんが死んだ」という連絡があった。2人とも何かの冗談だと思ったが、調べた結果、本当に死んでいた。しかも手首を切る自殺だったという。ところが、現場で話を聞いていた大森は、「部屋の中に、映画「いこかもどろか」のラッシュテープ（未公開が詰まっている、未編集のVTR）が置いていた」と語った。

## 出演者
- ひょうきん族のレギュラー
  - 明石家さんま
  - そのまんま東
  - ラサール石井
  - 何人トリオ（村上ショージ・Mr.オクレ・前田政二）
  - ジミー大西
  - たけし軍団（松尾伴内・ラッシャー板前・グレート義太夫・大森うたえもん・芹沢名人）

- ゲスト俳優
  - 寺田農
  - 小坂一也
  - 小沢仁志
  - 水島かおり
  - 黒木瞳
  - 小堺一機

- 番組スタッフ
  - 三宅恵介
  - 永峰明
  - 荻野繁

（スタッフもドラマに出演している。しかしながらさんまとは違いドラマ出演初体験だったので、何度もNGを出してしまったという）
| フジテレビ系 男と女のミステリー（1989年9月29日） | フジテレビ系 男と女のミステリー（1989年9月29日） | フジテレビ系 男と女のミステリー（1989年9月29日） |
| 前番組                                           | 番組名                                           | 次番組                                           |
| ------------------------------------------------ | ------------------------------------------------ | ------------------------------------------------ |
| 追いつめる                                       | 明石家さんま殺人事件                             | オレゴン日記'89                                  |